# カジノ (1993年のパチンコ機)
『カジノ』は、1993年6月にSANKYOが発売した、センター役物の中にカジノのディーラーとルーレットが配置されているパチンコ機のシリーズ名。
『カジノGP』と『カジノⅡ』の2機種がある。

## 概要
貯留型の羽根モノタイプ。本機はV入賞後に1個だけ玉を貯留するディーラー、中がトンネルになっていて左回りに回転するターレット、始動チャッカー入賞後に右回りに回転するルーレットが中央の役物に配置されている。『GP』と兄弟機の『Ⅱ』との違いは賞球数だけである。ターレットはルーレットの上に配置されていて、ルーレットの軸部分に相当する。
役物の構成上、V入賞率が低かったため、打ち方の工夫がされていた。羽根開閉時の玉を打ち出すタイミングを調整することにより、開いた羽根に効率良く玉を拾わせることを狙う打ち方が存在した。

## スペック
- カジノGP
  - 賞球数 7&15
  - 大当たり最高継続 15R
  - 最大貯留 1個（9カウント）
- カジノⅡ
  - 賞球数 ALL10
  - 大当たり最高継続 15R
  - 最大貯留 1個（9カウント）

## 演出
大当たり中はディーラーの腕に1個の玉を貯留し、ハズレ9カウントもしくは羽根開閉18回後に貯留解除となる。
始動チャッカー入賞後とV入賞後に動き出すルーレットは、貯留解除のタイミングで一度停止する。ターレットもトンネルの穴が正面の位置で停止するので貯留解除後は、玉が真っ直ぐVゾーンに向かうので継続率は高めである。